# Bencah Kelubi
Bencah Kelubi is een bestuurslaag in het regentschap Kampar van de provincie Riau, Indonesië. Bencah Kelubi telt 2603 inwoners (volkstelling 2010).